# قطعنامه ۱۸۶۱ شورای امنیت
قطعنامه ۱۸۶۱ شورای امنیت سازمان ملل متحد که در تاریخ ۱۴ ژانویه ۲۰۰۹ تصویب شد، سندی بین‌المللی دربارهٔ بررسی وضعیت در چاد، جمهوری آفریقای مرکزی و نواحی است. این قطعنامه طی نشست ۶۰۶۴ام با ۱۵ رای موافق، ۰ مخالف و ۰ ممتنع تصویب شد.